# Abyssomyces hydrozoicus
Abyssomyces hydrozoicus är en svampart som beskrevs av Kohlm. 1970. Abyssomyces hydrozoicus ingår i släktet Abyssomyces, divisionen sporsäcksvampar och riket svampar.   Inga underarter finns listade i Catalogue of Life.